# Kapie

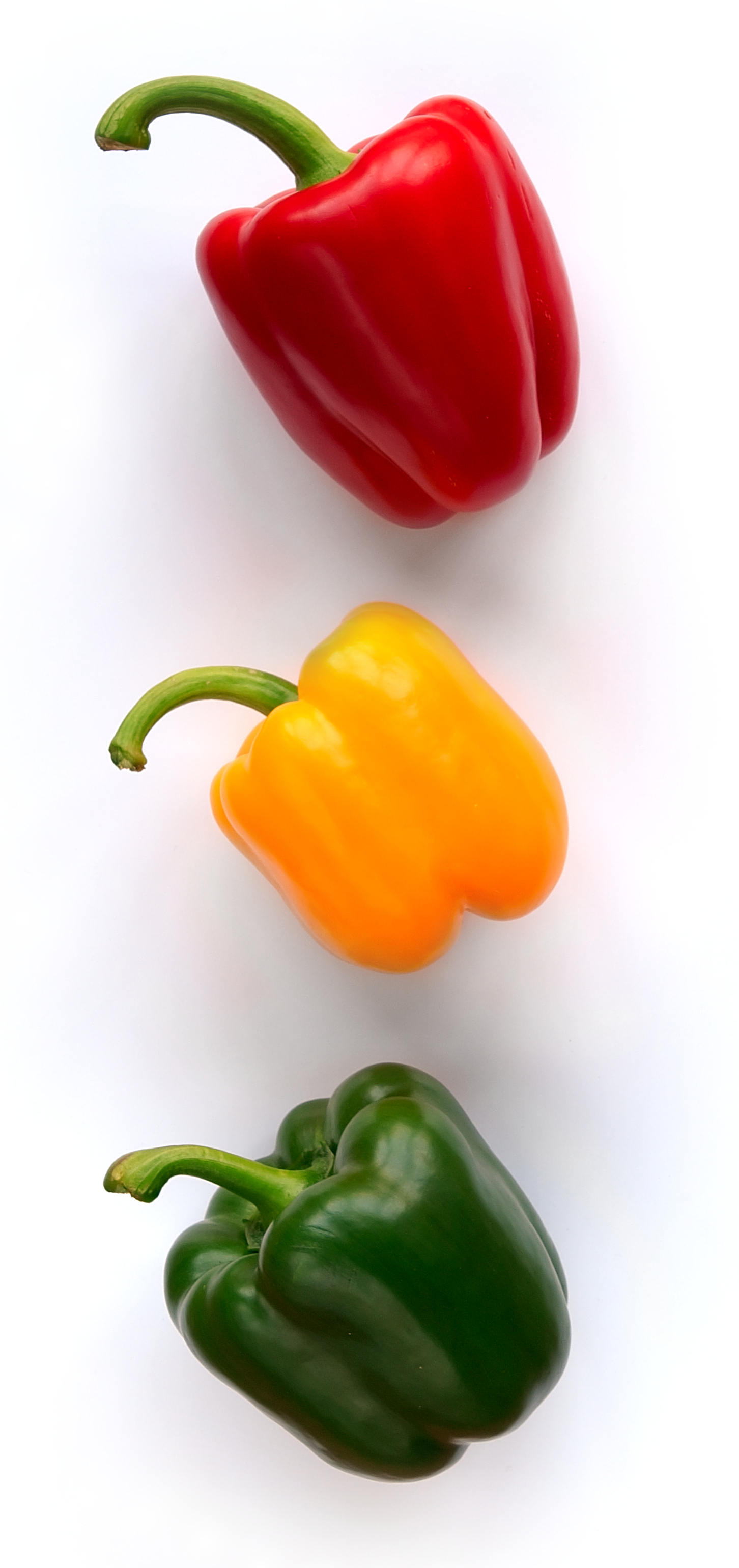
Kapie v různých barvách

Kapie je skupina kultivarů druhu paprika setá (Capsicum annuum), která se vyznačuje tím, že je sladká (nepálivá), tj. na rozdíl od feferonek kapie neobsahují žádný kapsaicin. Další odlišností od nich je větší velikost. Vyskytují se v různých barvách, od zelené přes žlutou až po červenou. Konzumují se jak syrové, tak jako součást různých pokrmů (např. lečo). Ve studené kuchyni se kapie sterilované v oleji používají na výrobu obložených chlebíčků.
Kapie se někdy řadí spolu s ostatními slabě pálivými odrůdami paprik do skupiny takzvaných „sladkých paprik“. Jejich původní domovinou je Mexiko, Střední Amerika a sever Jižní Ameriky. Žebra a semínka uvnitř paprik lze jíst, avšak někteří lidé je považují za hořká.
Semena kapií byla v roce 1493 převezena do Španělska, odkud se rozšířila do ostatních evropských, afrických a asijských zemí. Dnes je největším producentem kapií na světě Čína, za níž následují Mexiko a Indonésie.
Pěstování kapií vyžaduje teplou půdu, ideálně 21 až 29 °C, která je udržována vlhká, ale nikoli přelitá. Kapie jsou citlivé na přebytek vody a příliš vysoké teploty.

## Nutriční hodnota
Kapie jsou bohatým zdrojem antioxidantů a vitamínu C. V porovnání se zelenými kapiemi mají červené více vitamínů a živin. Také hodnoty karotenů jsou u červených kapií devětkrát vyšší. Pokud jde o vitamín C, obsahují ho červené kapie dvakrát víc než zelené. Červené i zelené kapie pak obsahují velké množství kyseliny p-kumarové.
Charakteristickou vůni zelených kapií způsobuje 3-isobutyl-2-methoxypyrazin (IBMP). Ten zodpovídá i za „buket“ Cabernetu Sauvignon.

## Galerie

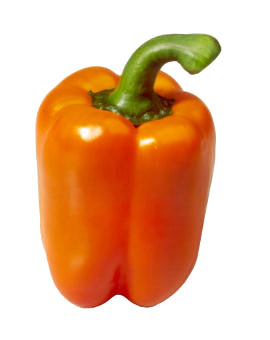
Oranžová kapie
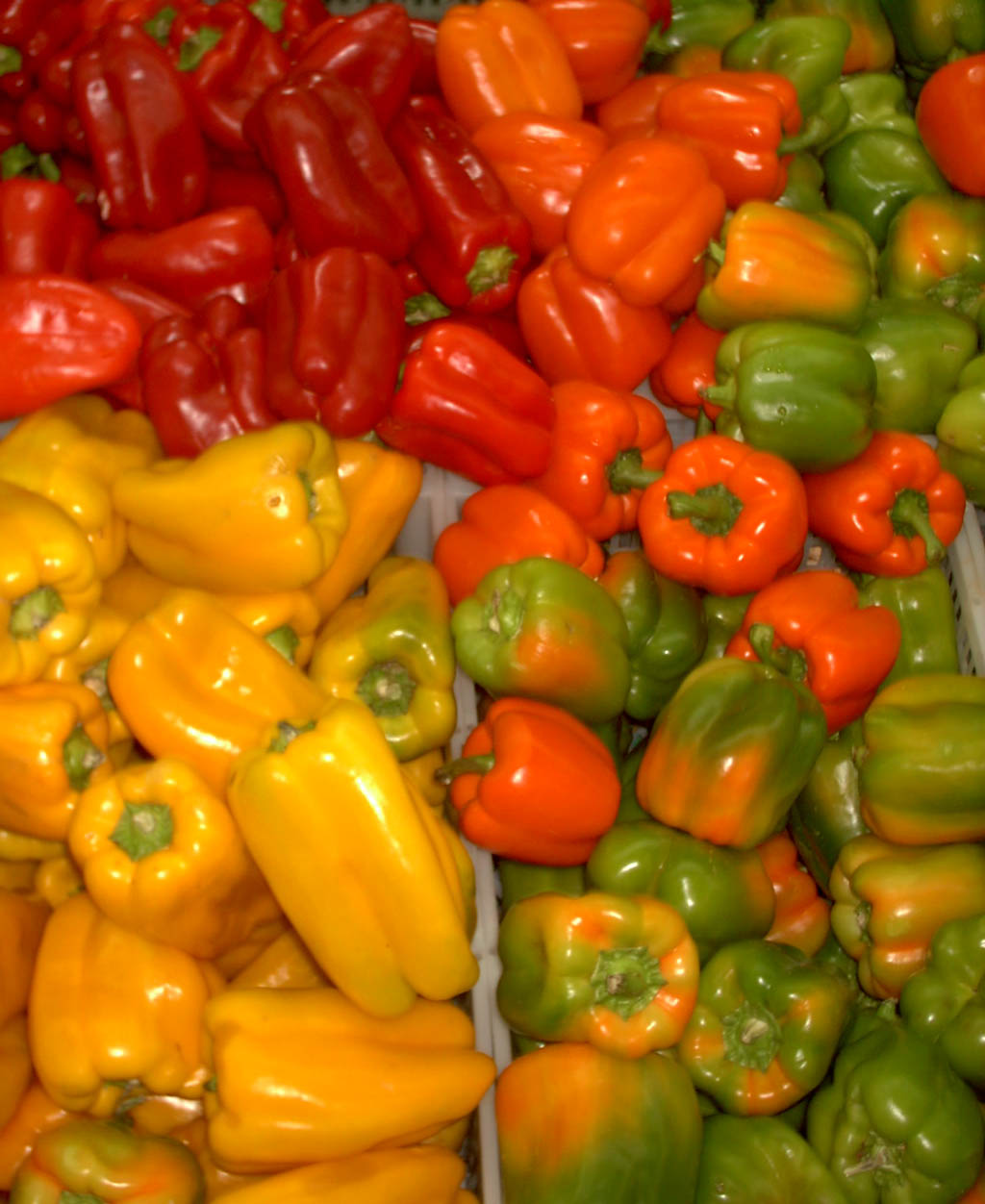
Výběr různobarevných kapií
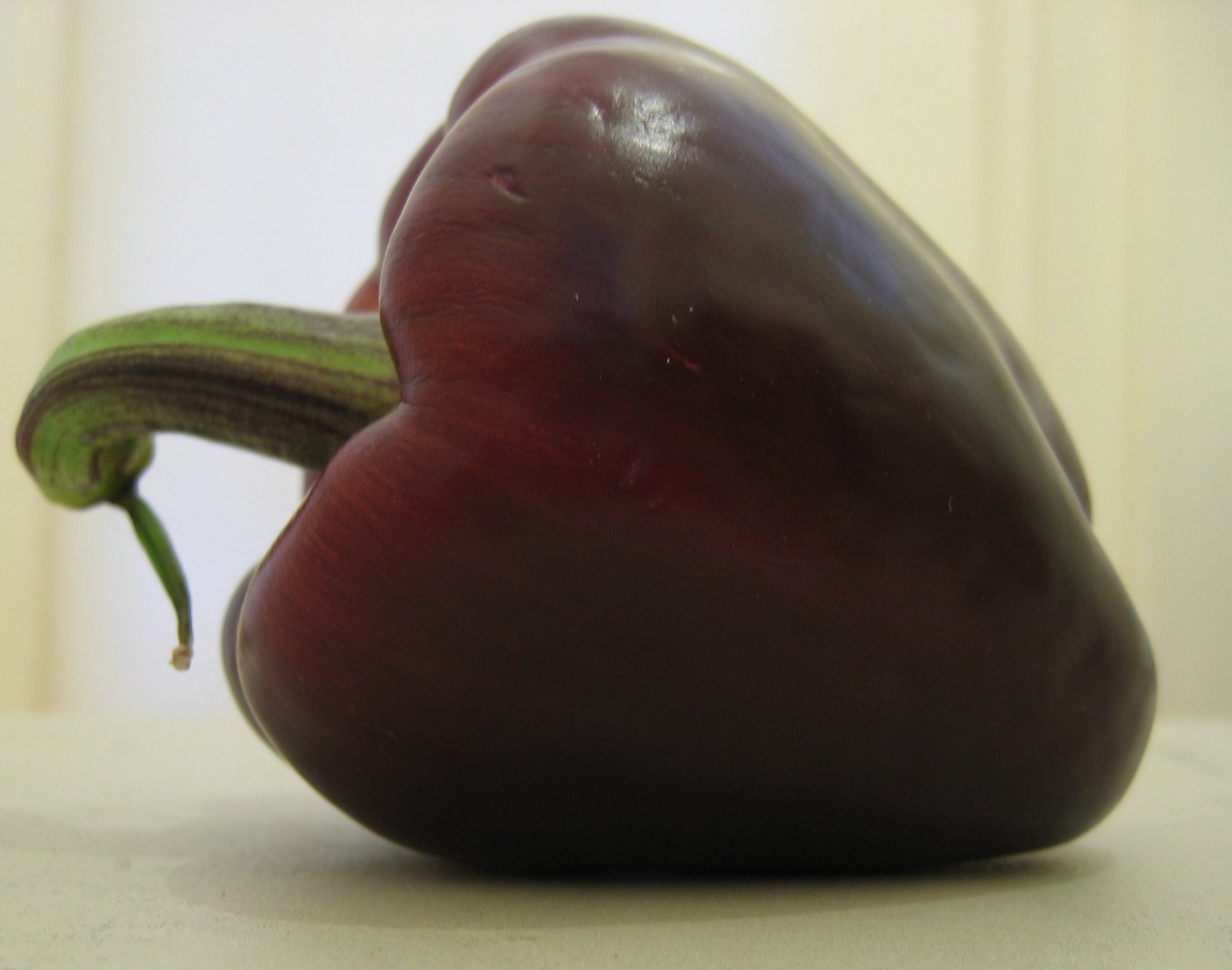
Fialová kapie
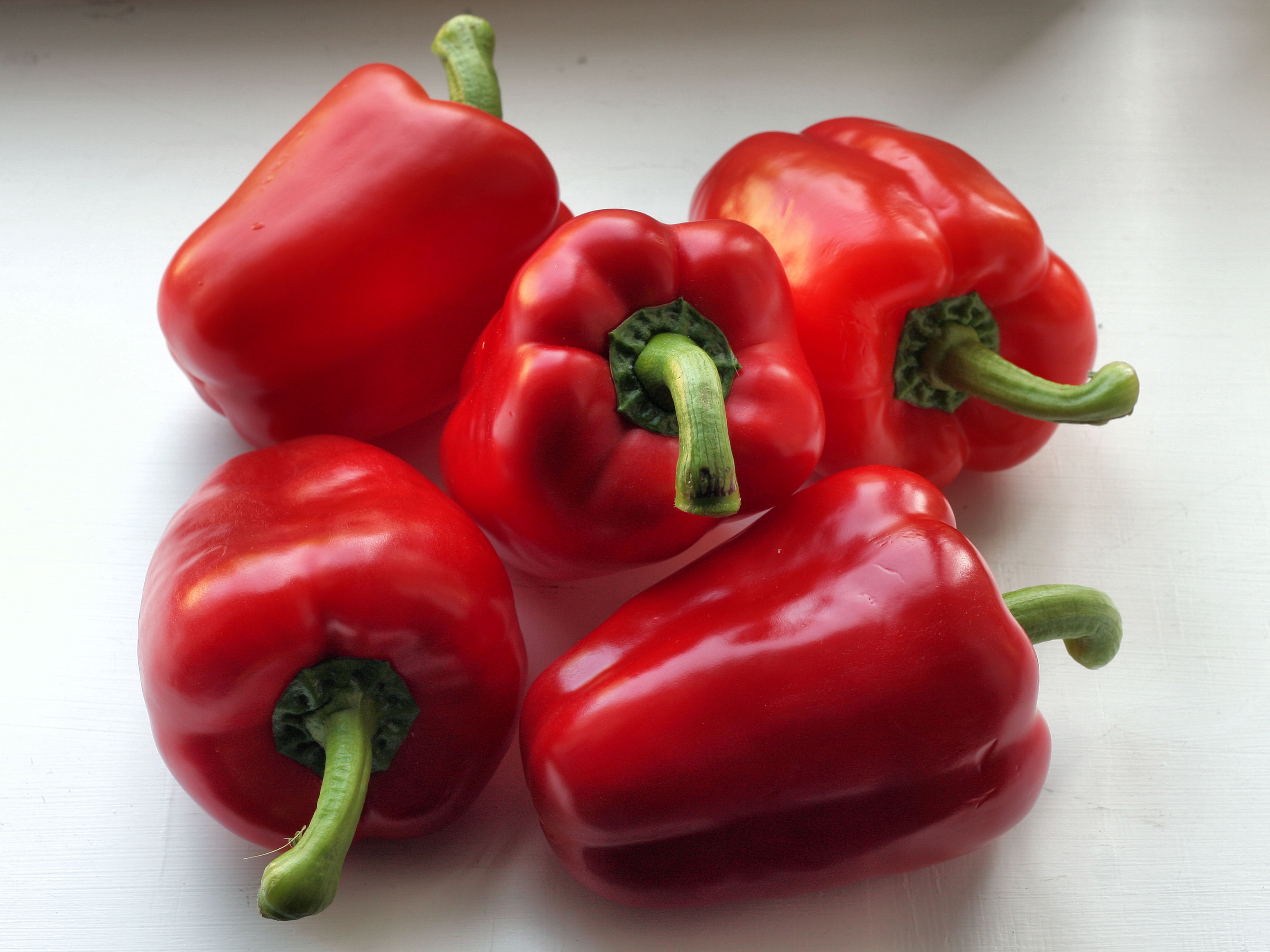
Červené kapie
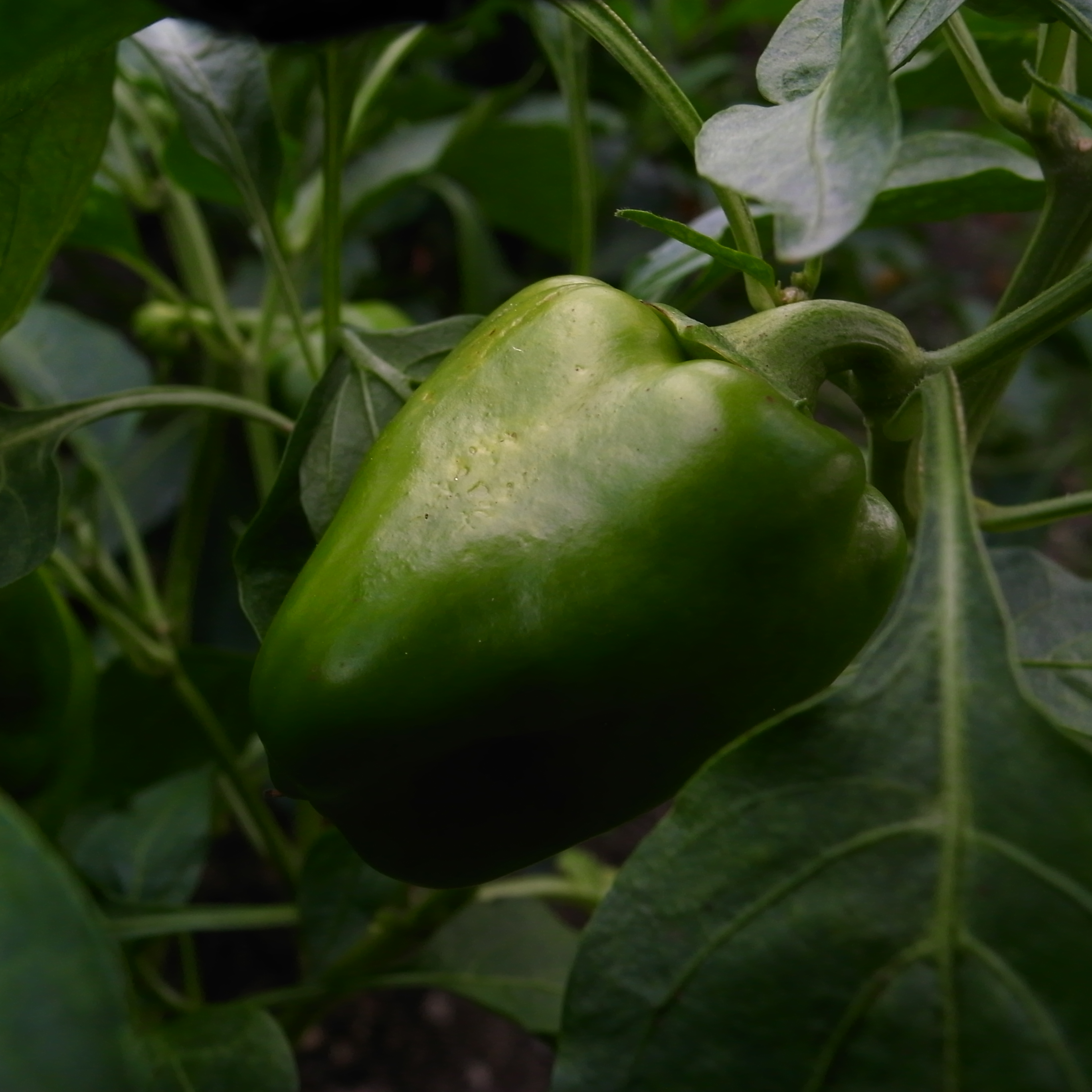
Japonské zelené kapie
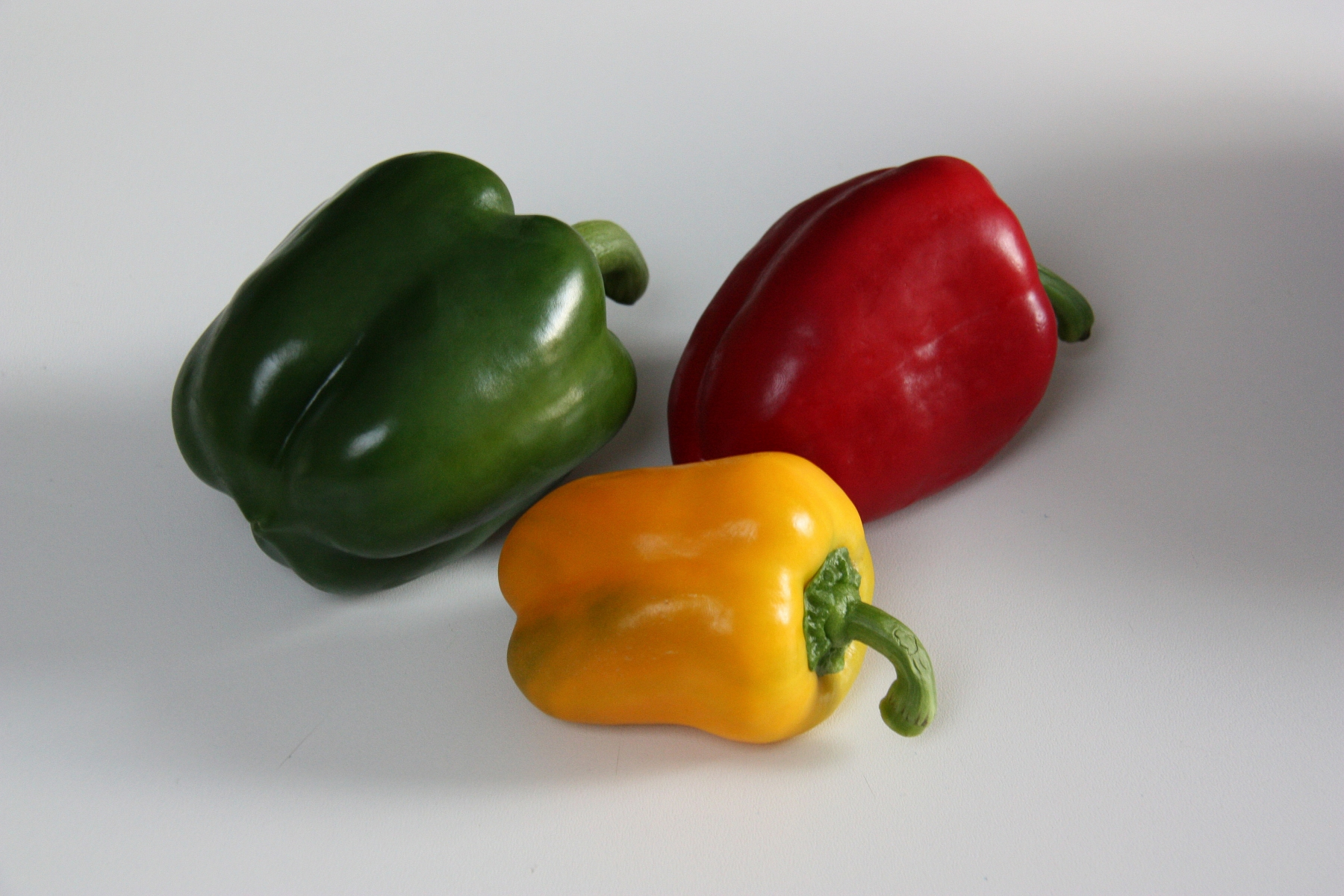
Zelená, žlutá a červená kapie
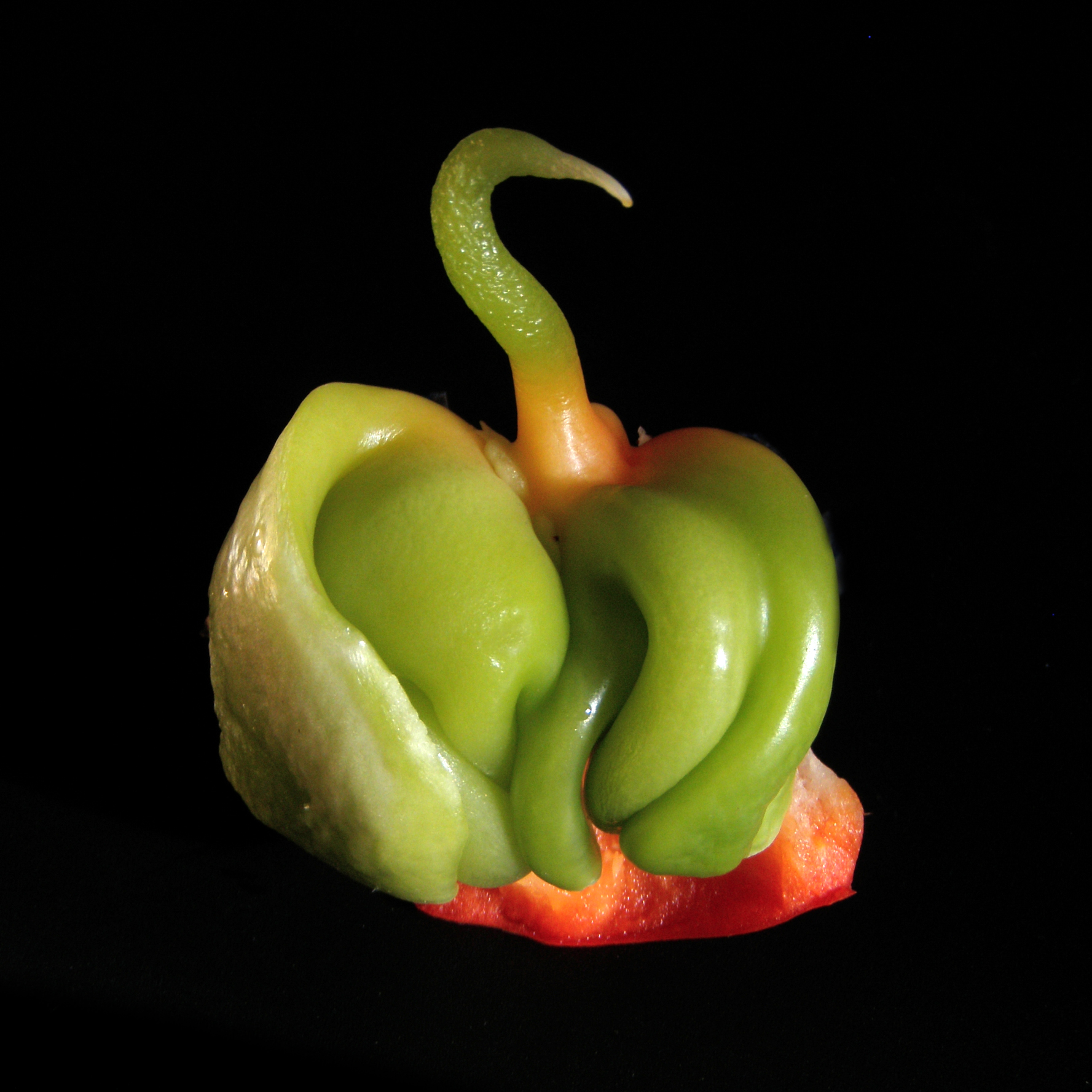
Druhotný plod rostoucí uvnitř kapie
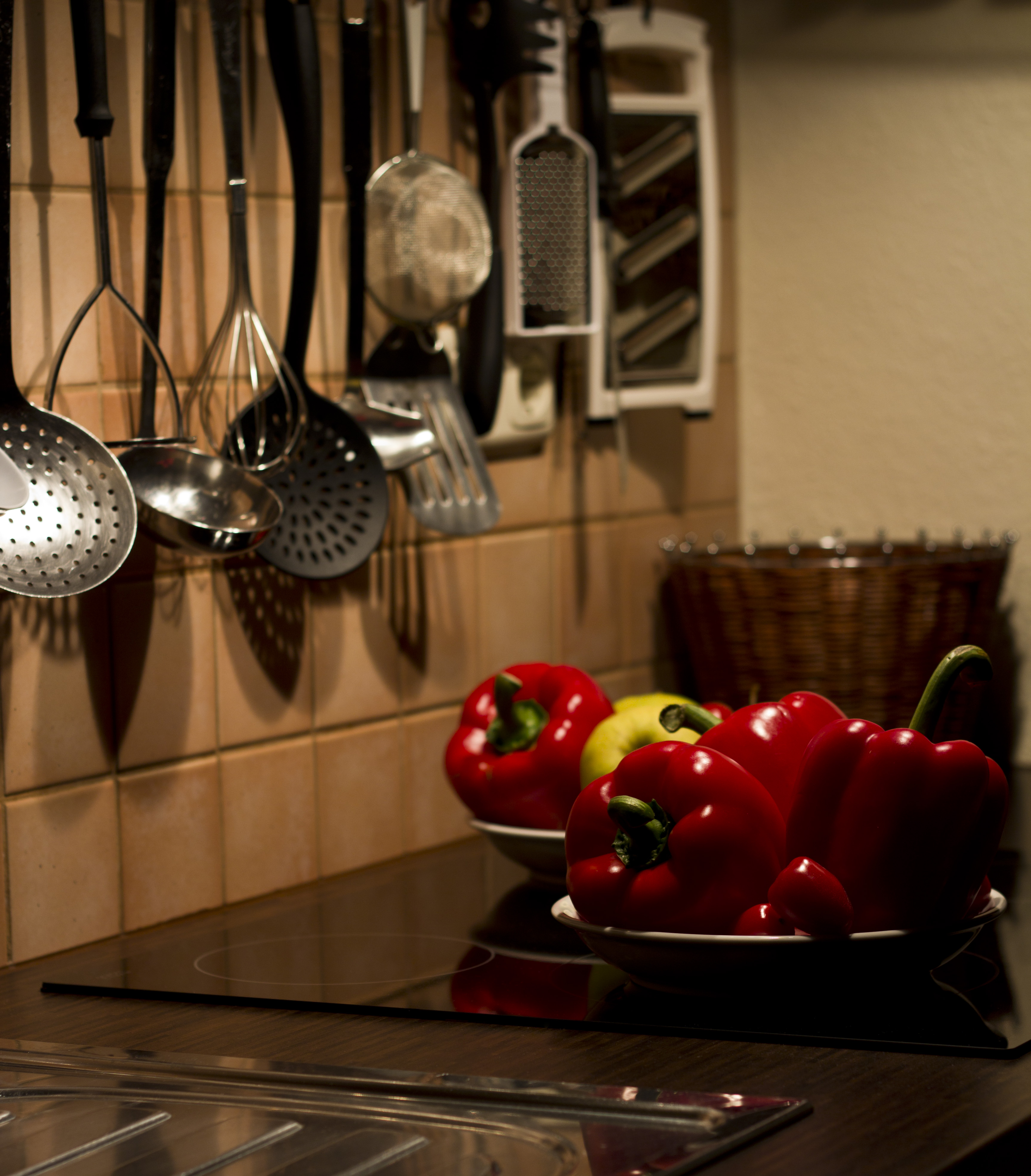
Dekorace z červených kapií
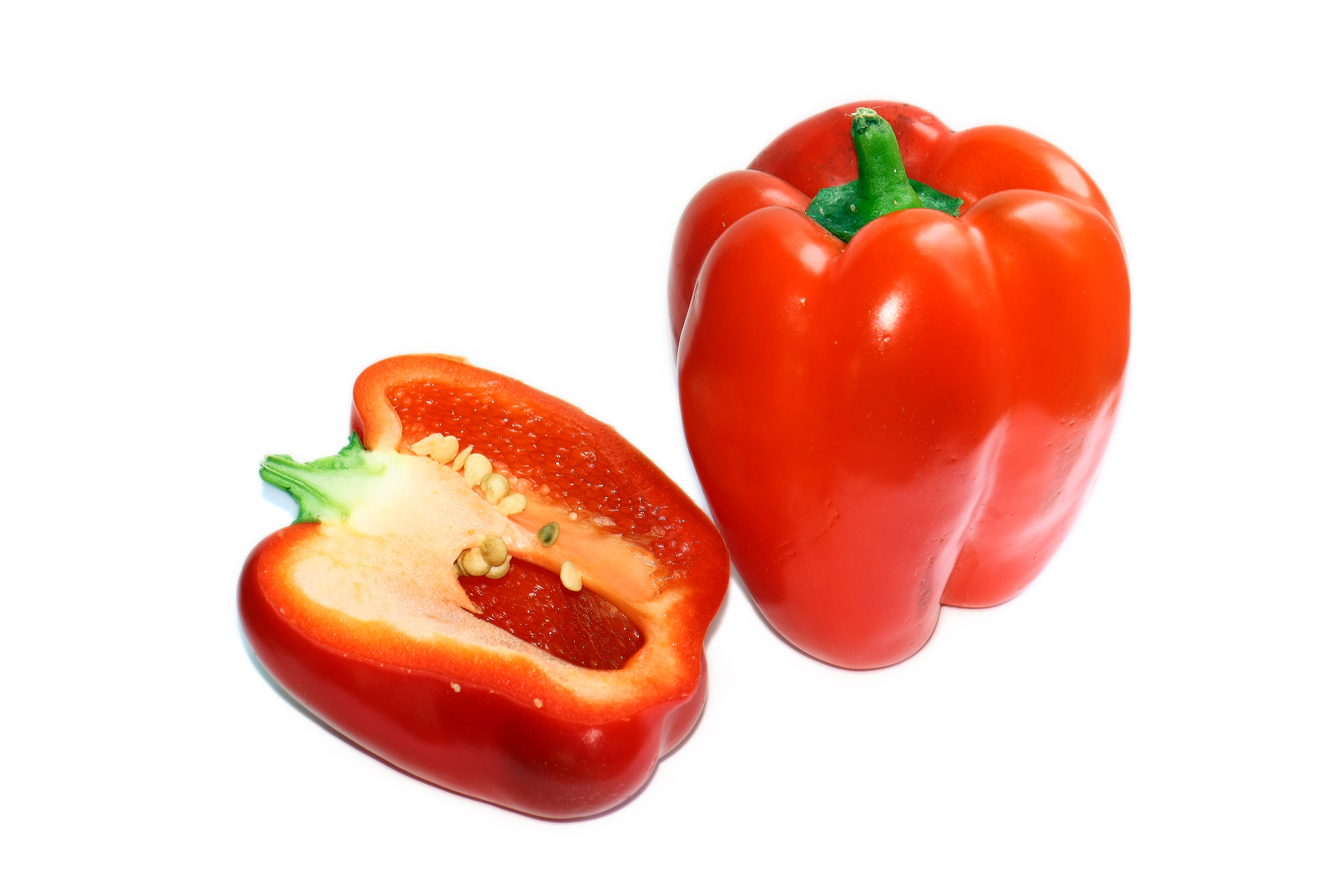
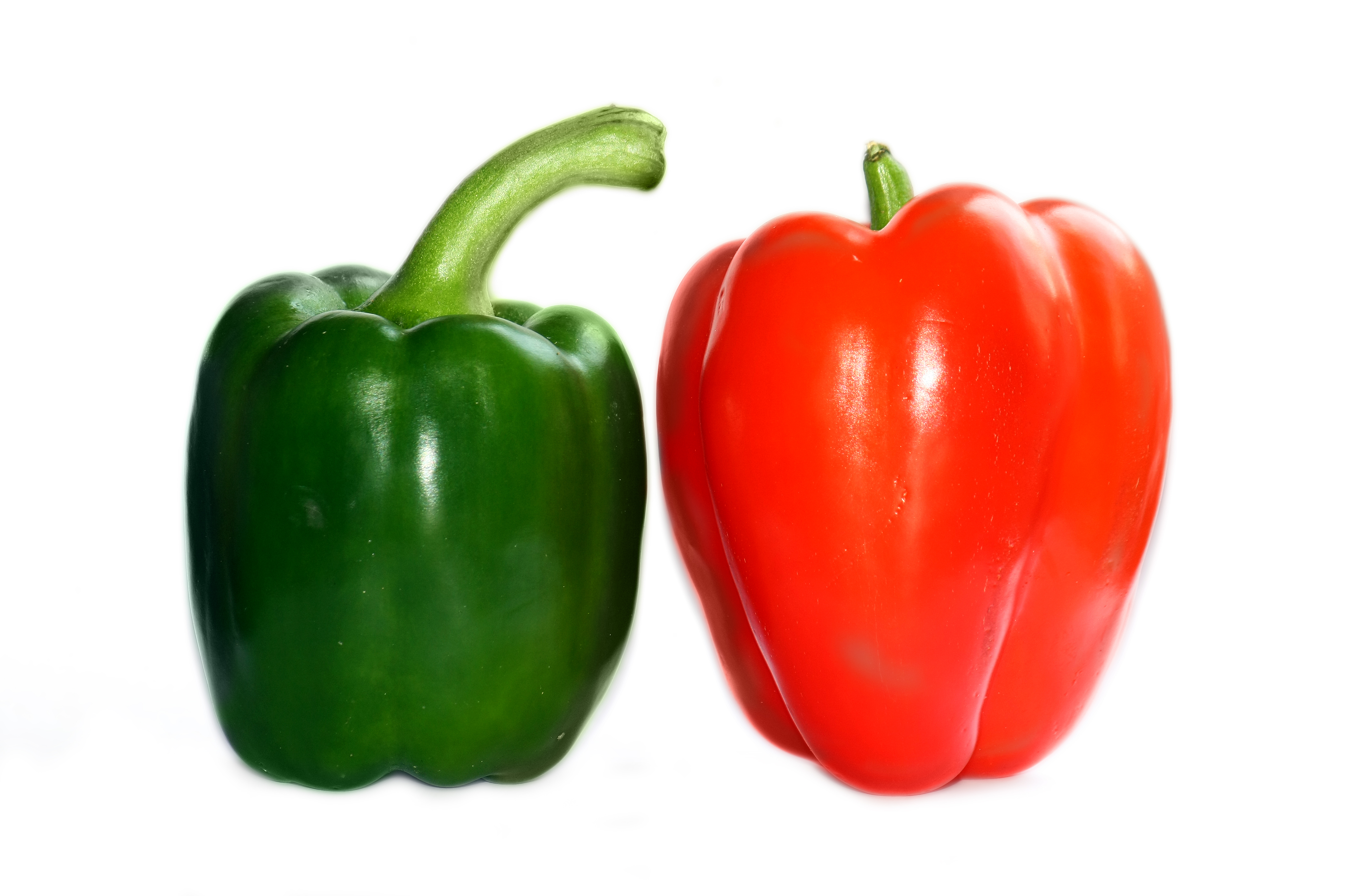
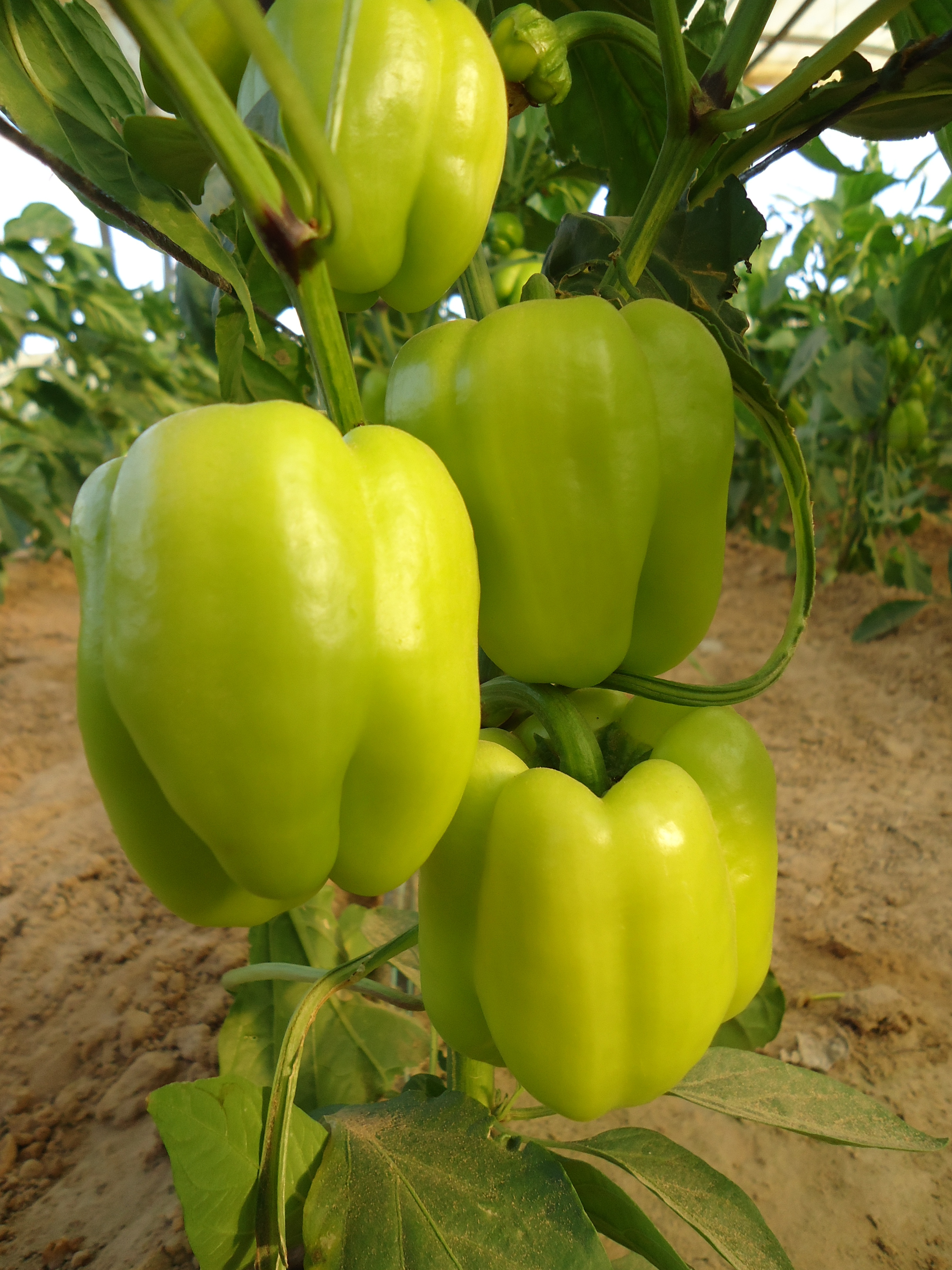
Žluté kapie
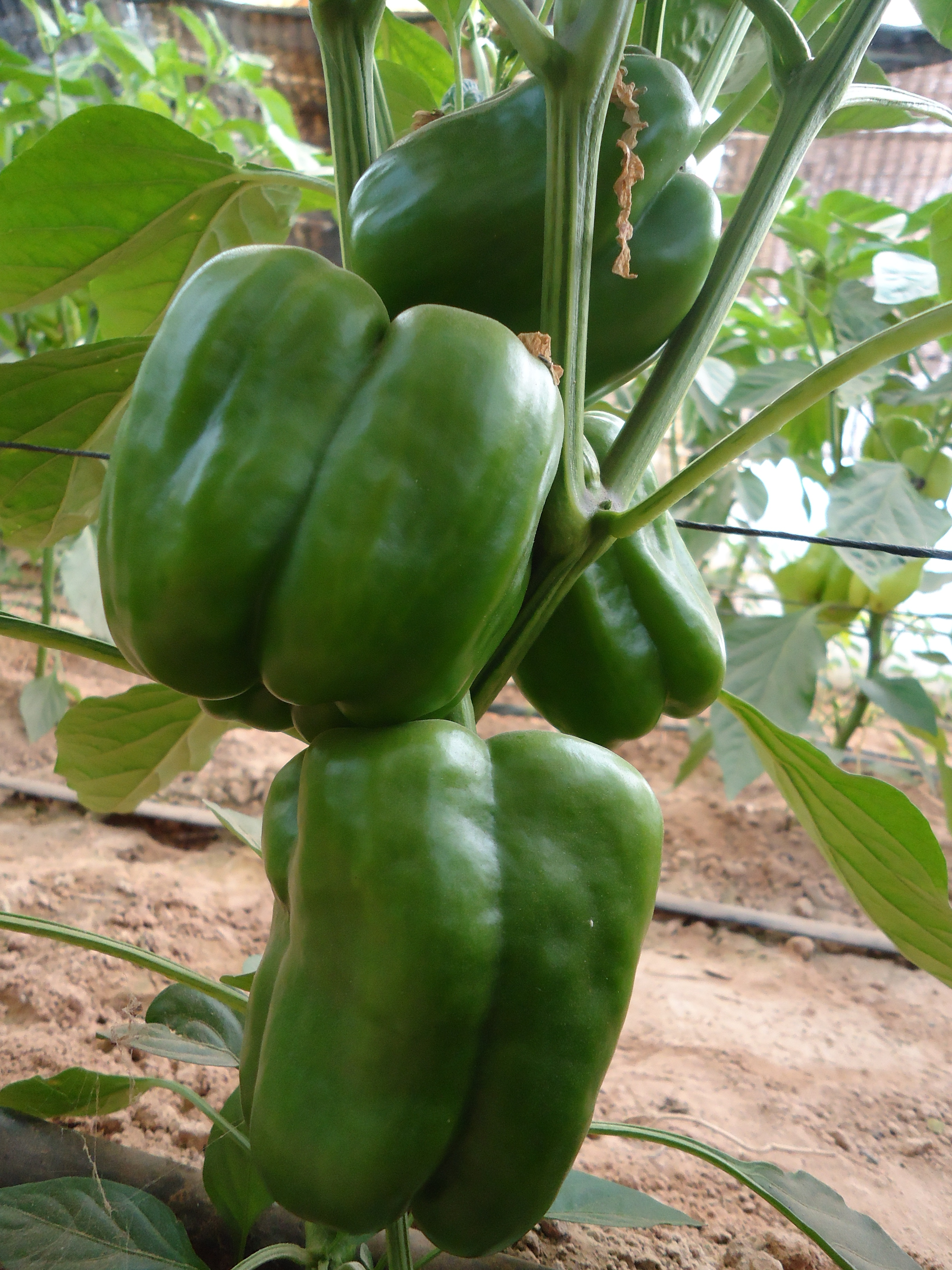
Zelené kapie